# Wang, Freising
Wang là một đô thị thuộc huyện Freising trong bang Bayern nước Đức. Đô thị Wang, Bavaria có diện tích 31,19 km², dân số thời điểm 31 tháng 12 năm 2006 là 2372 người.